# Lucero Gómez
Lucero Gómez Bernal (Bogotá, 11 de junio de 1956- ib, 5 de abril de 2020), más conocida como Loló, fue una actriz, actriz de doblaje y humorista colombiana, reconocida por su participación en el programa de humor más antiguo del país, Sábados felices, y por su actuación en las series de televisión San Tropel, Tentaciones y Padres e hijos.
Gómez falleció el 5 de abril de 2020 después de haber sido sometida a una cirugía de hernia umbilical.

## Trayectoria

### Televisión
| Año       | Título                          | Personaje           | Notas     |
| --------- | ------------------------------- | ------------------- | --------- |
|           | Una mujer de cuatro en conducta |                     |           |
|           | Las voces del silencio          |                     |           |
|           | Flor de fango                   |                     |           |
| 1984      | El faraón                       |                     |           |
|           | Oro                             |                     |           |
|           | El enemigo                      |                     |           |
| 1987      | San Tropel                      | Maluya              |           |
| 1990      | Música maestro                  | Hermana Dominga     |           |
| 1987      | El embajador de la India        |                     |           |
| 1998      | Comuna Sur                      |                     |           |
| 1990      | La mujer del año                |                     |           |
| 1985      | Te juro Juana que tengo ganas   |                     |           |
|           | Las Ibáñez                      |                     |           |
|           | Padres e hijos                  |                     |           |
|           | Dios se lo pague                |                     |           |
|           | Decisiones                      |                     |           |
| 1994-1998 | Tentaciones                     | Minerva             |           |
| 2001-2002 | Isabel me la veló               | Christina           | TV series |
| 2003-2004 | Retratos                        |                     |           |
| 2003-2004 | Ama la Academia                 |                     |           |
| 2005-2006 | Juego limpio                    | Martha              | TV series |
|           | Sinvergüenza                    |                     |           |
| 2007-2008 | Victoria                        |                     |           |
| 2008-2009 | El último matrimonio feliz      | Doña Marina         |           |
| 2009-2010 | El capo                         | Mamá de Pedro Pablo |           |

### Radio
Se inició en la radio nacional en el grupo Radio-Infantil. Más tarde hizo parte del elenco de Radio-Actores de Caracol Radio y Todelar durante 10 años.

## Dirección
- Cansada de buscar marido
- Mentes en blanco
- Lloyd, el niño feo
- 2001: A Space Travesty
- ¡Eek el gato!